# Berne Gustavsson
Berne Axel Lennart Gustavsson, född 13 augusti 1940 i Torslunda församling i Kalmar län, är en svensk militär.

## Biografi
Gustavsson avlade officersexamen vid Krigsskolan 1963 och utnämndes samma år till fänrik vid Skånska dragonregementet, varefter han befordrades till kapten i Generalstabskåren 1973. Han tjänstgjorde i Systemavdelningen i Huvudavdelningen för armémateriel i Försvarets materielverk 1973–1976, befordrades till major 1974, var kompanichef vid Göta livgarde 1976–1977 och var chef för Högre tekniska kursen vid Militärhögskolan 1977–1981, befordrad till överstelöjtnant 1980. Han var bataljonschef vid Södermanlands regemente 1981–1982, var chef för Materielsektionen i Stridsfordonsbyrån i Fordonsavdelningen i Huvudavdelningen för armémateriel i Försvarets materielverk 1982–1983, var huvudprojektledare vid Försvarsstaben 1983–1985, befordrades till överste 1984 och var sektionschef i Försvarsstaben 1985–1987. År 1988 inträdde Gustavsson i reserven.
Gustavsson tjänstgjorde vid Norsk Data 1987–1990, varav 1989–1990 som vice verkställande direktör. Han var divisionschef vid Nobel Tech Systems AB 1990–1994 och vid Celsius Tech Systems 1994–1995. Sedan 1995 är han verkställande direktör i egna företaget Berne Gustavsson Affärsutveckling. Gustavsson var vice ordförande i AFCEA Stockholm 1986–2005 och under den tiden projektansvarig för Tecnet Baltic 2001 och 2005. Han initierade Totalförsvar Öland 2014 och har hittills varit projektansvarig för evenemanget i Stora Rör 2014–2022.[källa behövs]
Berne Gustavsson invaldes som ledamot av Kungliga Krigsvetenskapsakademien 1984.